# Fidèle Dimou
Fidèle Dimou (ur. 21 września 1957 w Mossaka) – kongijski polityk. Od 2017 do 2020 roku był ministrem transportu, lotnictwa cywilnego i marynarki handlowej. Od 2006 do 2017 był prefektem departamentu Kouilou.

## Życiorys
Fidèle Dimou urodził się 21 września 1957 roku w dystrykcie Mossaka w departamencie Cuvette. W latach 1998–2004 był dyrektorem generalnym służby cywilnej. Od 2004 do 2006 pełnił obowiązki konsultanta w sekretariacie generalnym rządu Konga, w tym samym czasie był szefem sztabu wiceprezesa trybunału konstytucyjnego.
Uzyskał licencjat w dziedzinie prawa na Université Marien Ngouabi oraz w 1993 roku doktorat w dziedzinie prawa na Université de Paris X.

### Kariera polityczna
Od 2006 roku był prefektem departamentu Kouilou, na stanowisku został zaprzysiężony 18 stycznia 2006 roku. Na szóstym nadzwyczajnym kongresie Kongijskiej Partii Pracy (PCT), który odbył się w lipcu 2011 roku, Dimou został wybrany na jednego z 471 członków Komitetu Centralnego PCT.
22 sierpnia 2017 roku został powołany w skład rządu na stanowisku ministra transportu, lotnictwa cywilnego i marynarki handlowej. Stanowisko pełnił do 16 marca 2020, kiedy to po skrytykowaniu obecnego prezydenta Konga został wydalony z rządu.

## Wyróżnienia i odznaczenia
- Kongijski Order Zasługi (fr. Ordre du Mérite congolais) – Chevalier, 1991[2]
- Kongijski Order Zasługi (fr. Ordre du Mérite congolais) – Officier, 2002[2]
- Kongijski Order Zasługi (fr. Ordre du Mérite congolais) – Commandeur, 2014[2]